# László Nemes
László Nemes (ur. 18 lutego 1977 w Budapeszcie) – węgierski reżyser i scenarzysta filmowy, laureat Oscara.
Jego debiut fabularny Syn Szawła (2015) opowiadał w sposób bezpretensjonalnie brutalny o pracowniku krematorium w obozie Auschwitz. Film wzbudził sensację na 68. MFF w Cannes, gdzie został wyróżniony drugą nagrodą konkursu głównego, czyli Grand Prix. Zdobył także Nagrodę FIPRESCI oraz Nagrodę im. François Chalais, a później otrzymał również Oscara za najlepszy film nieanglojęzyczny jako drugi w historii tej kategorii film z Węgier.
Druga fabuła Nemesa, Schyłek dnia (2018), przenosiła widza w świat ulicznego zgiełku Budapesztu z 1913 r., tuż przed katastrofą I wojny światowej i rozpadu austro-węgierskiego imperium. Film wzbudził mieszane reakcje, niemniej jednak otrzymał Nagrodę FIPRESCI na 75. MFF w Wenecji.
Nemes zasiadał w jury konkursu głównego na 69. MFF w Cannes (2016).

## Filmografia

### Filmy fabularne
- 2015 – Syn Szawła (reżyseria i scenariusz)
- 2018 – Schyłek dnia (reżyseria i scenariusz)

### Filmy krótkometrażowe
- 2007 – Türelem (film krótkometrażowy; reżyseria, scenariusz)
- 2008 – The Counterpart (film krótkometrażowy; reżyseria, scenariusz)
- 2010 – Az úr elköszön (krótkometrażowy film fabularny; reżyseria, scenariusz)